# Mi noche triste

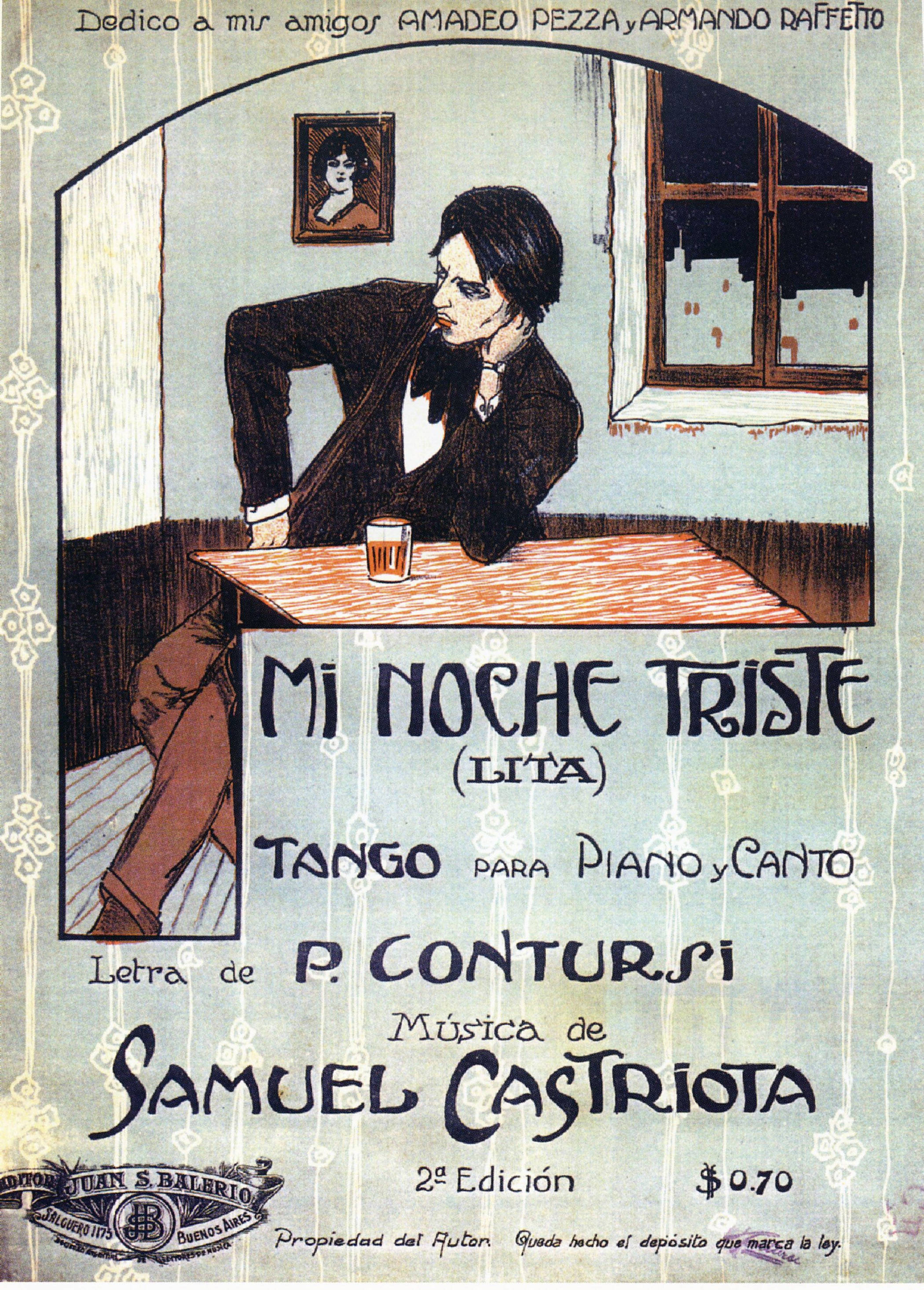
Mi noche triste.

Mi noche triste (spanska för "min sorgefyllda natt") är en tango, som gått till historien bland annat för att det var den första tangon som Carlos Gardel spelade in. Sången handlar om en man vars kvinna har lämnat honom, med katastrofala konsekvenser som följd. 1951 gjordes en film med samma titel.
Melodin skrevs i Buenos Aires 1915 av pianisten Samuel Castriota (1885-1932) och texten senare av Pascual Contursi (1888-1932) i Montevideo, utan samråd med kompositören. Texten följde ett karaktäristiskt upplägg för den tidens tangor, med ett A-tema, ett B-tema och en trio (även kallad C-tema). Låten bidrog starkt till att tangosången blev ytterst populär, och lade dessutom grunden till en stilart inom tangolyriken som kom att bli en av de mest omhuldade: den klagande, svikne älskarens "gråtande tango" eller sentimentala tango.
Carlos Gardel framförde sången, som då var den första sjungna tangon, den 3 januari 1917 på teatern Esmeralda i Buenos Aires. Tillsammans med gitarristen Jose Ricardo spelade Gardel samma år in låten för skivmärket Odeon. Gardel gjorde en andra inspelning med Odeon i april 1930 och hjälpte Contursi och Castriota att komma överens i upphovsrättsfrågan.